# Fimbristylis macrantha
Fimbristylis macrantha är en halvgräsart som beskrevs av Johann Otto Boeckeler. Fimbristylis macrantha ingår i släktet Fimbristylis och familjen halvgräs. Inga underarter finns listade i Catalogue of Life.